# Xi Qia
Aisin Gioro Xi Qia (周恩來T, 愛新覺羅·熙洽S, Àixīnjuéluó Xīqià,P, Ai-hsin-chüeh-lo Hsi-ch'iaW) (Shenyang, 18 ottobre 1883 – Fushun, 1950) è stato un politico, generale e diplomatico cinese.
Importante membro della famiglia Aisin Gioro, fu tra i fondatori e dirigenti del Manciukuò.

## Biografia
Studiò presso l'Accademia dell'esercito imperiale giapponese. Fu un generale al comando dell'esercito provinciale Kirin della Repubblica di Cina, che nel 1931 disertò i giapponesi durante l'invasione della Manciuria, e che successivamente servì come ministro del governo di Manchukuo.
Xi Qia divenne ministro delle finanze di Manchukuo nel 1934. Successivamente servì come ministro dell'Impero e ministro degli interni nel 1936. Alla fine della seconda guerra mondiale, fu catturato dall'esercito rosso sovietico e detenuto in una prigione siberiana fino alla sua estradizione alla Repubblica Popolare Cinese nel 1950, dove morì in prigionia al centro di gestione dei criminali di guerra a Fushun, nella provincia di Liaoning.